# 강동혁
강동혁(한국 한자: 姜東赫, 1999년 7월 21일 ~ )은 대한민국의 축구 선수로, 포지션은 미드필더다.
현재 K3리그 춘천시민축구단 소속이다.

## 유소년 시절

### 고등 시절
울산 현대의 유스교인 현대고등학교 축구부 출신으로, 현대고 시절 98회 전국체전, 대교눈높이 후반기 전국고등축구리그 왕중왕전 우승에 기여하며 두각을 드러냈다. 특히, 제49회 전국고등학교 축구대회에서 수비수상을 수상하며 팀의 중심적인 역할을 했다.

### 대학 시절
2018년, 울산 현대에 우선지명을 받은 후, 울산대학교 축구부에 입단했다.
2019년에는 제 15회 전국대학축구연맹전에서 주장 역할을 맡으며 팀을 이끌었다.매 경기 거의 100%의 패스 성공률을 기록했으며, KUSF 기자단이 뽑은 베스트 11선수 중 한 명으로 선정되었다.
이후 제55회 춘계대학연맹전 준우승과 2년 연속 U리그 권역별 우승을 차지했으며, 제16회 1,2학년 대학축구대회 에서는 우수선수상을 수상하며 자신의 능력을 인정받았다.

## 클럽 경력
2021시즌을 앞두고 울산 현대에 입단하였다. 입단 이후 곧바로 FIFA 클럽 월드컵에 참가했다.

## 플레이 스타일
대학 시절 많은 활동량을 보여줬으며, 경기 운영이나 피지컬적인 면에서도 우수하다고 평가 받았다. 또한 미드필더로서 화려한 드리블이나 화려한 탈압박 능력을 지닌 것은 아니지만, 위에서 언급한 특유의 왕성한 활동량을 바탕으로 공격과 수비를 연결해주는 능력이 뛰어나고, 강한 피지컬을 활용해 공중볼에서도 우의를 가져갈 수 있는 능력을 지녔다. 또한 흘러나온 공에 대한 집중력이 강해 종종 득점도 올리곤 한다. 하지만 비교적 느린 속도가 단점으로 뽑히곤 한다.

## 수상 내역

### 대회 기록
현대중학교(2012 ~ 2014)
- 교육감기 축구대회 ● 우승: 2012
- 대교눈높이 전국 중등 축구리그 왕중왕전 ● 준우승: 2014
- 추계 한국중등축구연맹전 ● 우승: 2014

현대고등학교(2015 ~ 2017)
- 부산 MBC 전국 고교축구대회 ● 우승: 2017
- 전국체전 ● 우승: 2017
- 전반기 전국고등축구리그 왕중왕전 ● 준우승: 2017
- 후반기 전국고등축구리그 왕중왕전 ● 우승: 2017

울산대학교(2018 ~ 2020)
- U리그 11권역 ● 우승: 2018
- U리그 9권역 ● 우승: 2019
- 추계 전국대학축구연맹전 ● 준우승: 2019

### 개인 수상 기록
- 대교눈높이 전국 중등 축구리그 왕중왕전 준우승: 우수 선수상
- 추계 전국중등축구대회 최우수선수상: 2014
- 부산 MBC 전국 고교축구대회 수비상: 2017
- 전국1·2학년대학축구대회 우수 선수상: 2020